# Separatismo Paulista de 1887
O Separatismo Paulista de 1887 deveu-se a perda da coalizão do Império brasileiro. Em convenção do Partido Republicano Paulista, o PRP, foi apresentada uma moção separatista. Tal expressão, referia-se a sentimentos crescentes no estado de São Paulo.

## Antecedentes
Três forças fizeram surgir o movimento:
- Parte do exército, influenciado pelo pensamento positivista e imbuída da ideia de "salvar a pátria";
- Os fazendeiros do oeste paulista, membros do Partido Republicano Paulista, que desejavam realizar suas "aspirações de mando".
- Representantes das classes médias urbanas antiescravistas e que pretendia maior participação política.

## O separatismo
Ainda segundo Sérgio Buarque de Holanda, as idéias separatistas que surgiram no final do Império, destacadamente no Rio Grande do Sul e em São Paulo, teriam se apresentado como uma alternativa para o caso de não ser adotada a forma republicana e federativa de governo.
Wilson Martins e Décio Saes, historiadores, também destacam o caráter escravocrata do separatismo. O ideal republicano somente teria servido como pretexto às tendências separatistas.
Os tempos eram de agonia do império. Havia desprestígio da monarquia e o enfraquecimento das oligarquias tradicionais. A Lei do Ventre Livre antecipava o fim da escravatura negra, que ocorreria no ano seguinte, para desgosto dos cafeicultores paulistas. De fato, o Império cairia no ano seguinte à libertação dos escravos.